# Campionati europei di nuoto 2012 - 100 metri dorso maschili
La gara dei 100 metri dorso maschili degli Europei 2012 si è svolta il 21 e il 22 maggio 2012 e vi hanno partecipato 43 atleti. Le batterie e le semifinali si sono svolte il 21 e la finale nel pomeriggio del giorno successivo.

## Podio
| Pos.    | Atleta                 | Nazione  |
| ------- | ---------------------- | -------- |
| Oro     | Aristeidis Grigoriadis | Grecia   |
| Argento | Helge Meeuw            | Germania |
| Bronzo  | Yakov Yan Toumarkin    | Israele  |

## Record
Prima della manifestazione il record del mondo (RM), il record europeo (EU) e il record dei campionati (RC) erano i seguenti.
| Record mondiale       | 51"94 | Aaron Peirsol   | 8 luglio 2009 Indianapolis |
| Record europeo        | 52"11 | Camille Lacourt | 10 agosto 2010 Budapest    |
| Record dei campionati | 52"11 | Camille Lacourt | 10 agosto 2010 Budapest    |

## Risultati

### Batterie
| Pos. | Atleta                   | Nazionalità | Tempo | Batteria | Corsia | Note |
| ---- | ------------------------ | ----------- | ----- | -------- | ------ | ---- |
| 1    | Yakov Yan Toumarkin      | Israele     | 54"22 | 4        | 6      | Q    |
| 2    | Guy Barnea               | Israele     | 54"44 | 6        | 3      | Q    |
| 3    | Aristeidis Grigoriadis   | Grecia      | 54"45 | 4        | 4      | Q    |
| 4    | Jonatan Kopelev          | Israele     | 54"61 | 5        | 3      |      |
| 5    | Mirco Di Tora            | Italia      | 54"77 | 4        | 5      | Q    |
| 6    | Helge Meeuw              | Germania    | 54"78 | 5        | 4      | Q    |
| 7    | Vitaly Borisov           | Russia      | 54"78 | 5        | 5      | Q    |
| 8    | Péter Bernek             | Ungheria    | 54"82 | 6        | 6      | Q    |
| 9    | Lavrans Solli            | Norvegia    | 54"83 | 3        | 4      | Q    |
| 10   | Pavel Sankovič           | Bielorussia | 54"96 | 4        | 3      | Q    |
| 10   | Matteo Milli             | Italia      | 54"96 | 5        | 6      | Q    |
| 12   | Nimrod Shapira Bar-Or    | Israele     | 55"01 | 5        | 7      |      |
| 13   | Felix Wolf               | Germania    | 55"13 | 6        | 7      | Q    |
| 14   | Jérémy Stravius          | Francia     | 55"21 | 6        | 4      | Q    |
| 15   | Sebastiano Ranfagni      | Italia      | 55"39 | 5        | 2      |      |
| 16   | Oleksandr Isakov         | Ucraina     | 55"48 | 5        | 1      | Q    |
| 17   | Christian Diener         | Germania    | 55"59 | 4        | 2      |      |
| 18   | Richárd Bohus            | Ungheria    | 55"67 | 6        | 2      | Q    |
| 19   | Pedro Diogo Oliveira     | Portogallo  | 55"83 | 1        | 4      | Q    |
| 20   | Gábor Balog              | Ungheria    | 55"83 | 6        | 8      |      |
| 21   | Mikhail Zvyagin          | Russia      | 55"87 | 4        | 1      | Sp   |
| 21   | Andres Olvik             | Estonia     | 55"87 | 6        | 1      | Sp   |
| 23   | Jonathan Massacand       | Svizzera    | 55"90 | 4        | 7      |      |
| 24   | Martin Baďura            | Rep. Ceca   | 56"26 | 3        | 2      |      |
| 25   | Konstantīns Blohins      | Lettonia    | 56"28 | 2        | 4      |      |
| 26   | Martin Zhelev            | Bulgaria    | 56"36 | 3        | 3      |      |
| 26   | Matas Andriekus          | Lituania    | 56"36 | 3        | 5      |      |
| 28   | Karl Burdis              | Irlanda     | 56"43 | 5        | 8      |      |
| 29   | Juan Miguel Rando Galvez | Spagna      | 56"54 | 6        | 5      |      |
| 30   | Jan Sefl                 | Rep. Ceca   | 56"58 | 1        | 3      |      |
| 31   | Flori Lang               | Svizzera    | 56"66 | 4        | 8      |      |
| 32   | Jakub Jasiński           | Polonia     | 56"77 | 2        | 2      |      |
| 33   | Pavels Vilcans           | Lettonia    | 56"92 | 2        | 7      |      |
| 34   | Jean-François Schneiders | Lussemburgo | 56"93 | 3        | 1      |      |
| 35   | Danas Rapšys             | Lituania    | 57"00 | 2        | 8      |      |
| 36   | Lukas Räuftlin           | Svizzera    | 57"31 | 3        | 6      |      |
| 36   | Andriy Nikishenko        | Ucraina     | 57"31 | 3        | 7      |      |
| 38   | Mateusz Wysoczynski      | Polonia     | 57"56 | 2        | 5      |      |
| 39   | Roko Šimunić             | Croazia     | 57"61 | 1        | 5      |      |
| 40   | Sebastian Stoss          | Austria     | 57"73 | 2        | 3      |      |
| 41   | Dominik Dür              | Austria     | 58"09 | 2        | 6      |      |
| 42   | Justinas Bilis           | Lituania    | 58"13 | 2        | 1      |      |
| 43   | Petar Petrović           | Serbia      | 58"95 | 3        | 8      |      |

#### Spareggio
| Pos. | Atleta          | Nazionalità | Tempo | Corsia | Note |
| ---- | --------------- | ----------- | ----- | ------ | ---- |
| 1    | Mikhail Zvyagin | Russia      | 55"97 | 4      | Q    |
| 2    | Andres Olvik    | Estonia     | 56"15 | 5      |      |

### Semifinali
| Pos. | Atleta                 | Nazionalità | Tempo | Batteria | Corsia | Note |
| ---- | ---------------------- | ----------- | ----- | -------- | ------ | ---- |
| 1    | Helge Meeuw            | Germania    | 53"80 | 2        | 3      | Q    |
| 2    | Aristeidis Grigoriadis | Grecia      | 53"90 | 2        | 5      | Q    |
| 3    | Yakov Yan Toumarkin    | Israele     | 54"26 | 2        | 4      | Q    |
| 4    | Richárd Bohus          | Ungheria    | 54"35 | 1        | 1      | Q    |
| 5    | Péter Bernek           | Ungheria    | 54"47 | 2        | 6      | Q    |
| 6    | Vitaly Borisov         | Russia      | 54"74 | 1        | 3      | Q    |
| 7    | Jérémy Stravius        | Francia     | 54"79 | 1        | 7      | Q    |
| 8    | Mirco Di Tora          | Italia      | 54"88 | 1        | 5      | Q    |
| 9    | Lavrans Solli          | Norvegia    | 54"90 | 1        | 6      |      |
| 10   | Guy Barnea             | Israele     | 54"95 | 1        | 4      |      |
| 11   | Pavel Sankovič         | Bielorussia | 55"06 | 2        | 2      |      |
| 12   | Matteo Milli           | Italia      | 55"25 | 1        | 2      |      |
| 13   | Oleksandr Isakov       | Ucraina     | 55"33 | 2        | 1      |      |
| 14   | Felix Wolf             | Germania    | 55"40 | 2        | 7      |      |
| 15   | Pedro Diogo Oliveira   | Portogallo  | 55"90 | 2        | 8      |      |
| 16   | Mikhail Zvyagin        | Russia      | 56"02 | 1        | 8      |      |

### Finale
| Pos.    | Atleta                 | Nazionalità | Tempo | Corsia | Note |
| ------- | ---------------------- | ----------- | ----- | ------ | ---- |
| Oro     | Aristeidis Grigoriadis | Grecia      | 53"86 | 5      |      |
| Argento | Helge Meeuw            | Germania    | 54"06 | 4      |      |
| Bronzo  | Yakov Yan Toumarkin    | Israele     | 54"14 | 3      |      |
| 4       | Péter Bernek           | Ungheria    | 54"77 | 2      |      |
| 5       | Vitaly Borisov         | Russia      | 54"78 | 7      |      |
| 5       | Mirco Di Tora          | Italia      | 54"78 | 8      |      |
| 7       | Jérémy Stravius        | Francia     | 54"96 | 1      |      |
| 8       | Richárd Bohus          | Ungheria    | 55"00 | 6      |      |